# Ezri Dax
Ezri Dax es un personaje ficticio de Star Trek: Espacio profundo nueve en el universo de Star Trek interpretada por la actriz Nicole de Boer. Es un trill y es teniente junior de la estación espacial Espacio Profundo 9. Su madre se llama Yanas Tigan y sus hermanos son Janel y Norvo Tigan.

## Biografía[2]
Nació el año 2354 como Ezri Tigan y en 2375 se convierte en el octavo huésped del simbionte Dax. Adopto, como dictaban las tradiciones el nombre del simbionte como apellido y sirvió como Consejera de Espacio Profundo 9. En ese año, Ezri Dax estaba originalmente destinada al USS Destiny como Consejera cuando fue enviada a la estación espacial debido a una emergencia médica para trasladar al simbionte Dax a un trill después de morir la anterior huésped, Jadzia Dax. En vista de que no pudo enviarse a tiempo al simbionte hasta un nuevo huésped, se decidió implantarlo a Ezri por ser ella el único Trill presente. De esa manera Ezri se convirtió en la nueva huésped del simbionte Dax como medida de emergencia para que sobreviviese, aunque no tenía la preparación necesaria para ello . 
Después de la implantación ella deja de ser la personalidad que fue y es observada por familia y amigos como una extraña. Teniendo que adaptarse a su nueva situación de forma tan imprevista y brutal, decide acompañar a Benjamin Sisko en su búsqueda del orbe perdido, además de ser él la única persona que puede ayudarla en esta situación por haber conocido al simbionte Dax. Sisko acepta su presencia porque puede compartir nuevamente con su amigo el simbionte Dax, después de la muerte de Jadzia, . Ella lo ayuda en su búsqueda dándole buenos consejos y después lo acompaña a la estación Espacio Profundo 9. 
En Espacio Profundo 9, Sisko la guía en su nueva situación y puede así ayudar a Garak, cuando empieza a tener problemas psicológicos colaborar con la Federación contra Cardasia a causa del Dominio. Después de ello ella es reconocida oficialmente como Consejera de la estación por iniciativa de Sisko y todos lo aprueban. Como tal también ayuda en investigaciones policiales de la estación. En esa función ella consigue atrapar a un asesino en serie utilizando para ello sus recuerdos de un huésped anterior Joran, que asesinó a tres personas.  
Con el tiempo Ezri entabla relaciones con todos los miembros de la tripulación de Sisko aunque tiene problemas para tener una relación con Worf a causa de la memoria de Jadzia, su esposa. Eso cambia, cuando busca a Worf, cuando desaparece durante un enfrentamiento con el Dominio y lo encuentra. Estando ella solo con él, ella puede tratar finalmente el hecho de que una vez, como Jadzia, fue la esposa de Worf . Con el tiempo también puede así estabilizar la relación con Worf y viceversa y ambos deciden luego ser buenos amigos y él en agradecimiento por haberla salvado, la convierte en miembro de la Casa de Martok. Como tal le da sabios consejos respecto a la corrupción dentro del imperio klingon, que le llevan a combatirlo. 
Finalmente termina enamorándose de Julian Bashir y Worf es el primero que se da cuenta, cuando es testigo de sus sueños, que luego le relata a ella.  Ezri también se da cuenta con el tiempo, que él también está enamorado de ella. Después de saberlo Ezri Dax entabla una relación amorosa con él. Participa en la guerra del Dominio, es miembro de la tripulación de la USS Defiant y es testigo del fin de la guerra. Luego ella se queda en la estación al igual que Julian Bashir y se despide de Worf cuando se va.

## Resumen de la carrera en la Flota Estelar
2372 -Se inscribe en el programa médico de la Academia de la Flota Estelar, con énfasis en psicología.
2374 - Es asignada a U.S.S. Destiny para entrenamiento de campo, con título de asistente de consejero de la nave. Se unió al simbionte Dax durante una emergencia médica. Tomó licencia para recuperarse.

2375 - Posición aceptada como consejera de estación en Deep Space Nine, con promoción a teniente junior. Capturada por los Breen durante una misión de rescate no autorizada a Badlands, luego es mantenida cautiva por Dominio para su ejecución hasta que es rescatada por la resistencia cardassiana. Sirve a bordo del U.S.S. Defiant durante la batalla final de la guerra del Dominio.
- Datos: Q2171485